# 劉家榮 (台灣政治人物)
劉家榮（1974年11月14日—），臺灣政治人物，高雄市人。法律背景，為台灣民眾黨籍，現任民眾黨高雄市黨部主任委員及民眾黨中央評議委員。

## 生平
2021年10月14日，成立民眾黨屏東縣黨部，擔任代理縣黨部主委，2022年02月17日交給新任屏東縣黨部主委林育先。
2022年參選高雄市第六選舉區議員，當時是新人參選，其他候選人皆拚連任，競選口號是「相信就會實現」，最終失敗。
2023年2月1日，當選第三屆民眾黨中央評議委員會委員。
2025年3月1日，由於吳士廉辭任，遞補第四屆民眾黨中央評議委員會委員。
2025年3月26日，劉家榮接手莊貽量，擔任民眾黨高雄市黨部主任
。

## 選舉紀錄
| 年度 | 選舉屆數             | 選舉區           | 所屬政黨   | 得票數 | 得票率 | 當選標記 | 備註 |
| ---- | -------------------- | ---------------- | ---------- | ------ | ------ | -------- | ---- |
| 2022 | 第四屆高雄市議員選舉 | 高雄市第六選舉區 | 臺灣民眾黨 | 5,519  | 6.43%  |          |      |

## 外部連結
- 劉家榮的Facebook專頁
- 劉家榮的Instagram帳戶